# Inger Berggren
Inger Margareta Berggren (Stoccolma, 23 febbraio 1934 – Stoccolma, 19 luglio 2019) è stata una cantante e attrice svedese.

## Biografia
Nata nel quartiere di Södermalm, nel centro di Stoccolma, iniziò a cantare nell'orchestra di Thore Swanerud, collaborando poi con Thore Ehrling, Simon Brehm e Göte Wilhelmsson.
Nel 1960 si esibì al Melodifestival con Alla andra får varann e Underbar, så underbar. La prima vinse la selezione nazionale e, cantata da Siw Malmkvist, rappresentò la Svezia all'Eurovision Song Contest 1960 di Londra.
Nel 1962 prese parte nuovamente al Melodifestival con Sol och vår e vinse il festival musicale svedese, ottenendo il diritto di rappresentare la nazione all'Eurovision Song Contest 1962 di Lussemburgo. Esibitasi per 6ª nell'unica serata dell'evento, si è classificata 7ª su 16 partecipanti.
Negli anni '70 insegnò musica a Täby, continuando parallelamente ad incidere dischi.

## Vita privata
Ha avuto due figlie, Gunilla Röör e Elisabeth Johansson.

## Discografia
- 1962 - Sol och vår
- 1969 - Charmören Andersson
- 2015 - Och Flickan Spann...

## Filmografia

### Cinema
- Anderssonskans Kalle i busform, regia di Arne Stivell (1973)
- Sömnen, regia di Lennart Svensson (1984)

### Televisione
- Spanarna – serie TV (1983)